# Luchthaven Goma Internationaal
Luchthaven Goma Internationaal (IATA: GOM, ICAO: FZNA) is de luchthaven van de stad Goma in Congo-Kinshasa.

## Uitbarsting Nyiragongo
Aanvankelijk was de luchthaven voorzien van een 3 kilometer lange startbaan en een grote terminal. Het vliegveld raakte echter zwaar beschadigd door de uitbarsting van de Nyiragongo in 2002, 14 kilometer ten noorden van het vliegveld. De schade was vijftien jaar later nog niet hersteld. Het vliegveld kan geen widebodyvliegtuigen aan, behalve vrachtvliegtuigen van hulporganisaties en de Verenigde Naties. Een stroom van lava overspoelde de startbaan en het stadscentrum van Goma tot aan de oevers van het Kivumeer. De noordelijkste kilometer van de startbaan verdween onder de lava, waardoor de terminal en het platform niet meer bereikbaar was vanaf de rest van de startbaan. De lava is goed te zien op luchtfoto's. De andere 2 kilometer van de startbaan is nog wel in gebruik met een tijdelijk platform. Een Douglas DC-8 bleef achter bij de terminal, die tegenwoordig wordt gebruikt door commerciële vluchten en het leger. In december 2012 begon een bedrijf met het schoonmaken en omheinen van het vliegveld. In februari 2017 lieten satellietbeelden echter zien dat de landingsbaan nog niet is gerepareerd op de plek waar de lava over de baan spoelde.

## Crash van 15 april 2008
Op 15 april 2008 gleed een DC-9 van Hewa Bora Airways van de startbaan tijdens een mislukte start en kwam terecht in de markt vrijwel direct aan de andere kant van de startbaan. Hierbij kwamen ruim 40 mensen om het leven.

## Luchtvaartmaatschappijen en Bestemmingen
- Compagnie Africaine d'Aviation - Kinshasa, Kisangani
- Hewa Bora Airways - Beni, Bukavu, Bunia, Entebbe, Kananga, Kinshasa, Kisangani, Mbuji-Mayi
- TMK Air Commuter - Beni, Bunia, Butembo, Entebbe
- Wimbi Dira Airways - Kisangani